# Jofre Van-Dunem
Jofre Pereira dos Santos Van-Dunem (Luanda, Angola, 11 de maio de 1917) foi um funcionário público e político luso-angolano. Foi deputado à Assembleia Nacional portuguesa entre 1973 e 1974.

## Biografia
Nasceu em Luanda, em 1917. Completou o curso liceal na área de Ciências. Em 1973, era diretor de 3.ª classe do Quadro Comum da Finanças do Ultramar. Foi ainda vogal da direção do Centro de Estudos da Liga Nacional Africana, vice-presidente da Associação dos Naturais de Angola, vogal da Comissão de Província da Ação Nacional Popular de Angola e vogal oficioso da Junta Distrital de Luanda.
Foi deputado na XI Legislatura da Assembleia Nacional portuguesa, entre 1973 e 1974, durante o regime ditatorial do Estado Novo. Enquanto deputado integrou as comissões do Ultramar e das Contas Públicas.
Era familiar de Francisca Van Dunem.